# نيفيل سوان
نيفيل سوان (بالإنجليزية: Neville Swan)‏ هو لاعب كرة قدم أسترالية أسترالي، ولد في 23 يناير 1930، وتوفي في 3 مايو 2012.

## وصلات خارجية
- نيفيل سوان على موقع AustralianFootball.com (الإنجليزية)
- نيفيل سوان على موقع AFLtables.com (الإنجليزية)